# له هویلین
له هویلین (乐 慧琳؛ زادهٔ ۱ آوریل ۱۹۸۹) شمشیرباز زن اهل چین است. وی در بازی‌های المپیک تابستانی ۲۰۱۶ شرکت کرده‌است.